# Erlöserkirche (Berlin-Mitte)

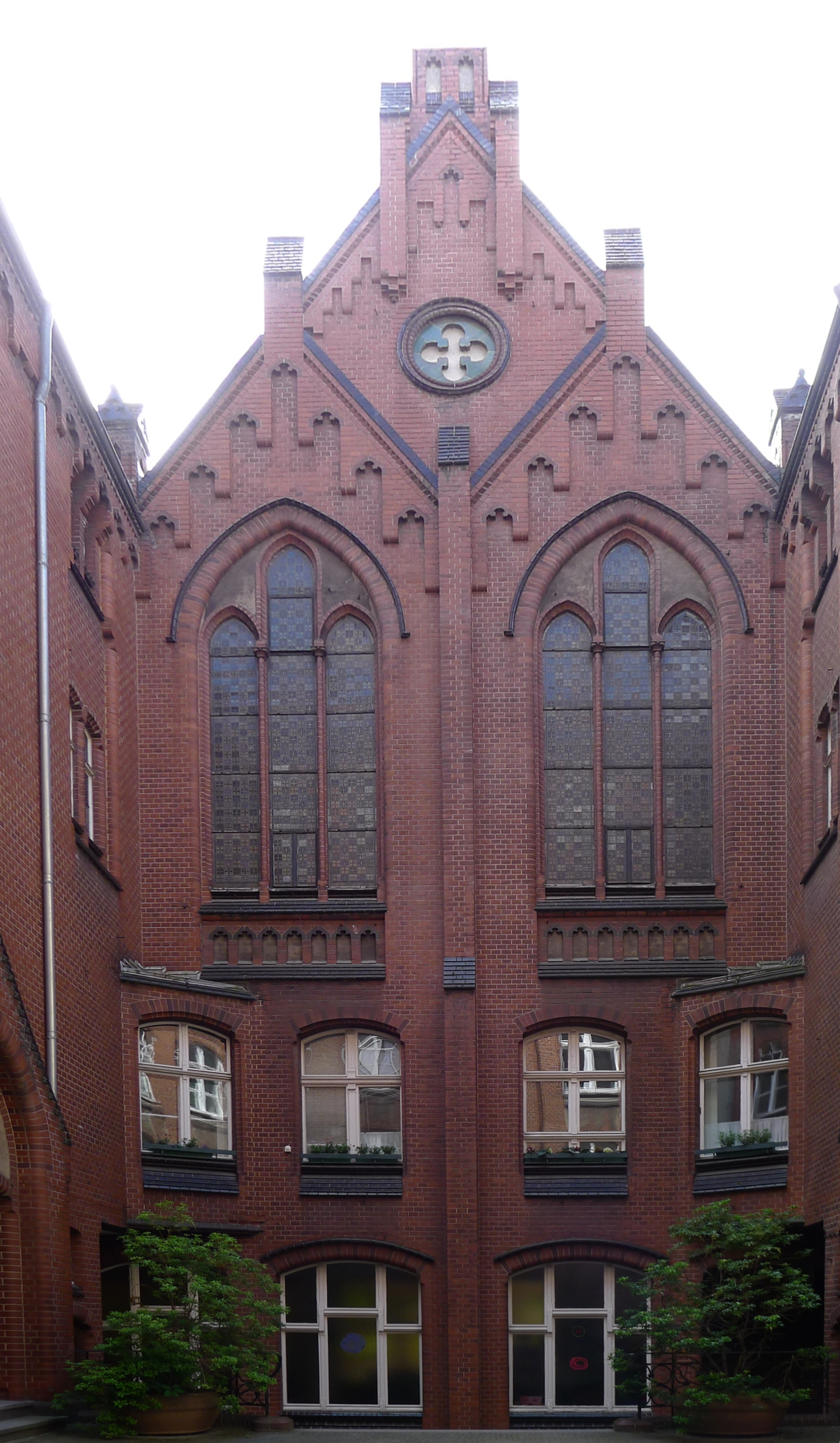
Erlöserkirche

Die 1905 errichtete Erlöserkirche ist ein Hinterhaus auf dem Hof in der Schröderstraße 5 im Berliner Ortsteil Mitte des gleichnamigen Bezirks. Sie steht zusammen mit dem ebenfalls von Carl Breuer entworfenen, in die geschlossene Blockrandbebauung der Straße eingebundenen Wohngebäude unter Denkmalschutz.

## Geschichte
Am 3. Februar 1887 wurde die erste Zweiganstalt der Bethesdaschwestern, ein evangelisch-methodistisches Diakoniewerk, in Berlin gegründet. Aufgrund ihres missionarischen Eifers beschloss die Jahreskonferenz der Evangelischen Gemeinschaft 1888 in Stuttgart, einen Distrikt in Berlin zu bilden und einen Prediger zu entsenden. Bevor die Erlöserkirche fertiggestellt war, fanden die Gottesdienste der methodistischen Glaubensgemeinschaft in verschiedenen Räumen statt. Da die freikirchliche Gemeinde keine Gelder von der evangelischen Landeskirche in Preußen oder von der öffentlichen Verwaltung erhielt, musste ein Kirchenbauverein diese durch Spenden sammeln.

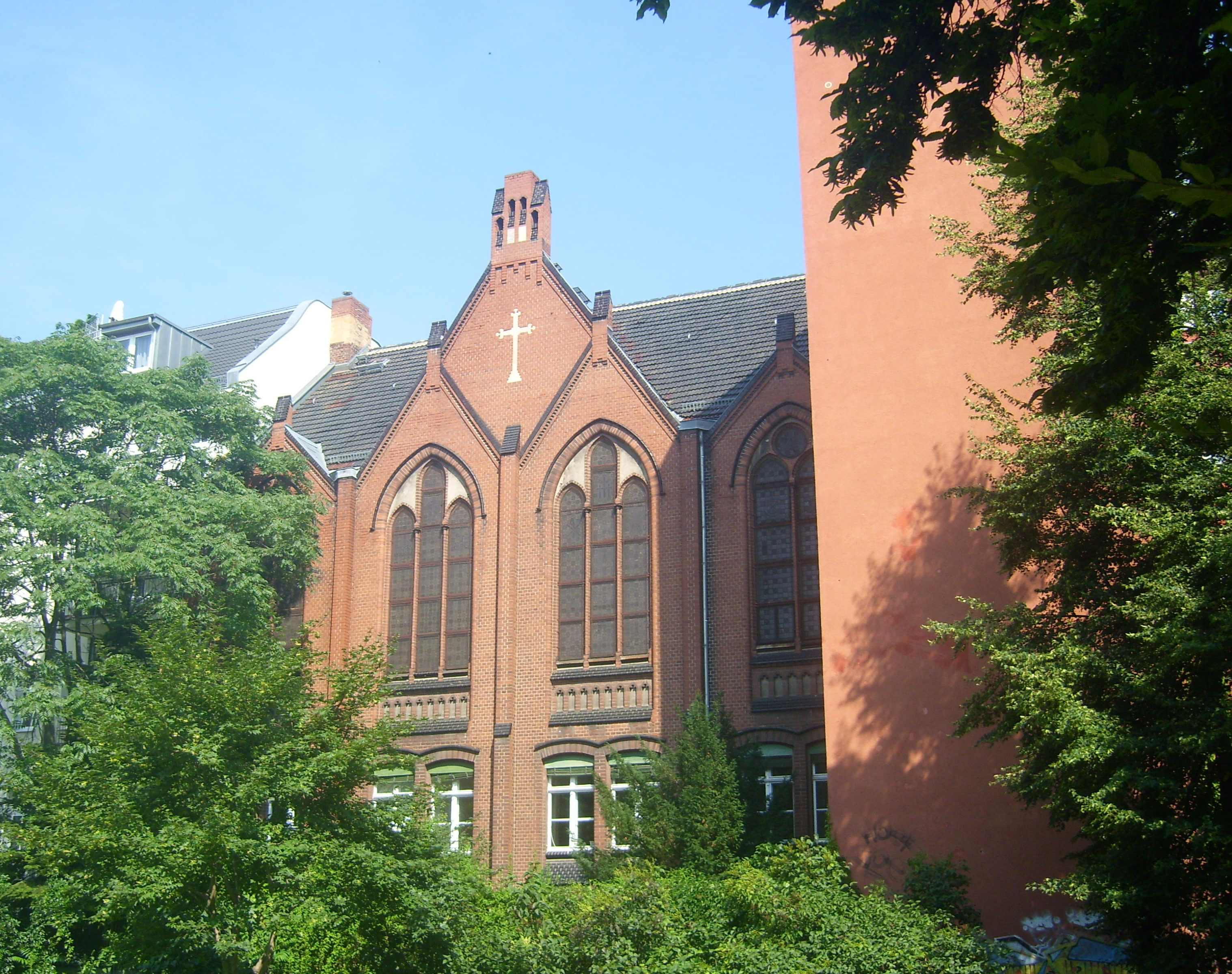
Rückansicht vom Spielplatz Bergstraße

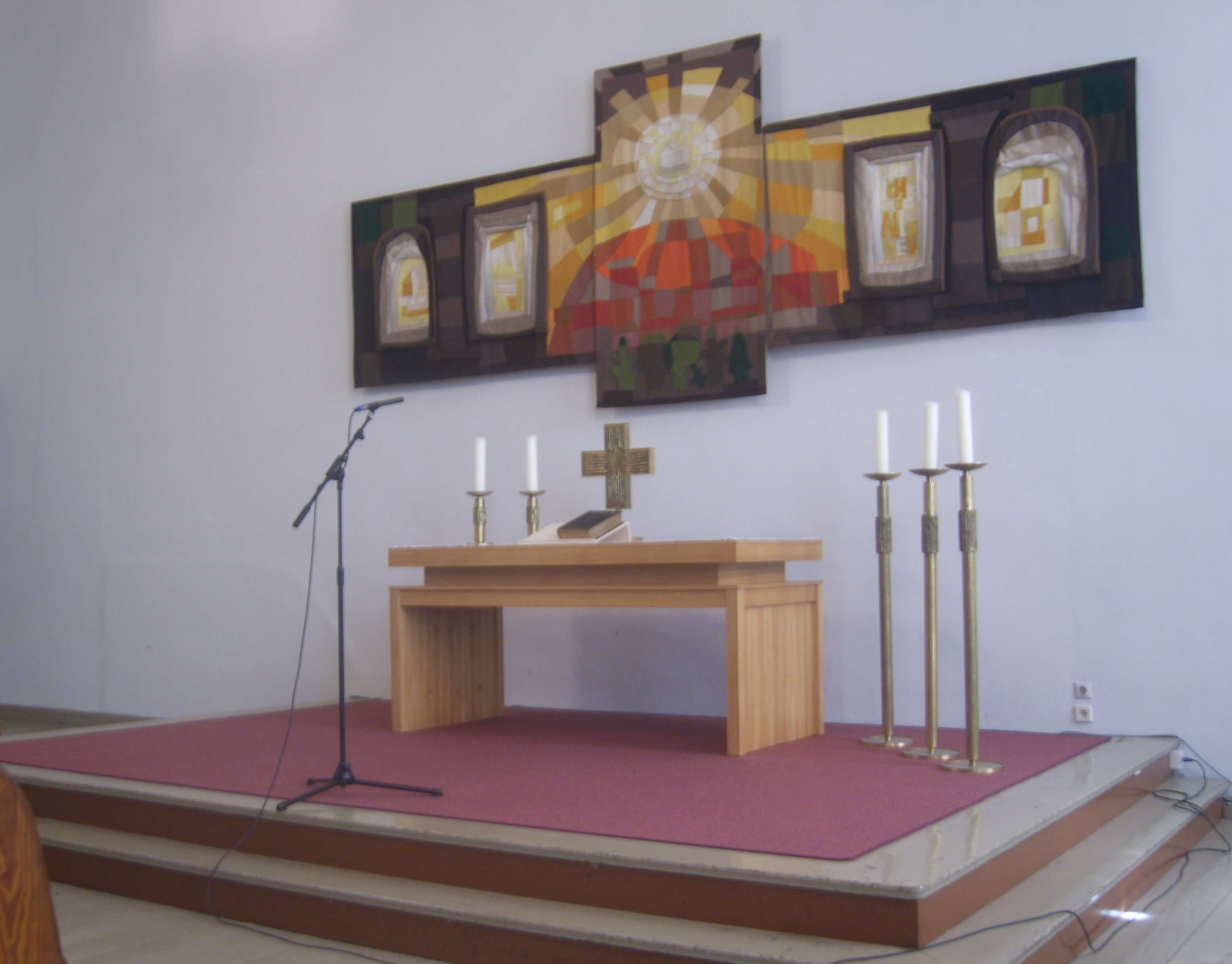
Altar

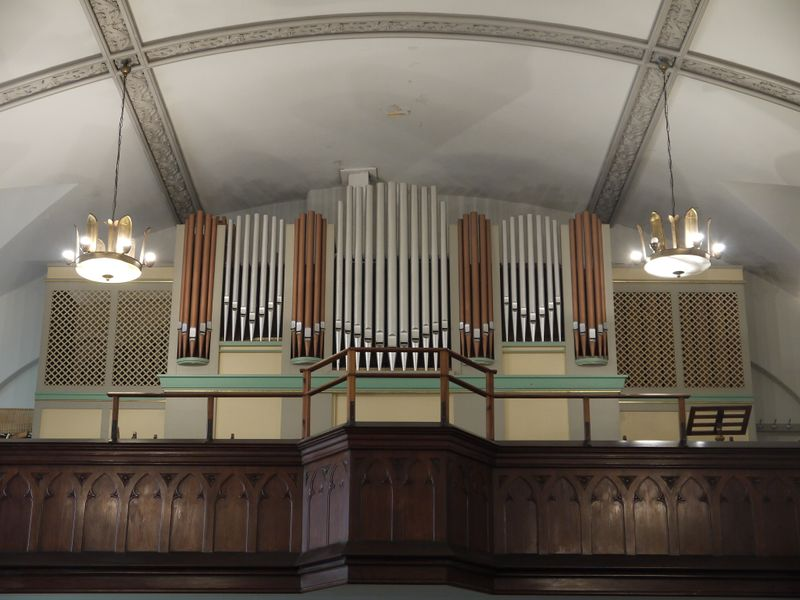
Orgel

## Baubeschreibung
Der Architekt greift in seinem Baustil auf historistische Formen der norddeutschen Backsteingotik zurück. Insofern weicht die Gestaltung von der der Nachbarbebauung deutlich ab und hebt die Funktion des Bauwerks hervor. Die zweigeschossige Saalkirche liegt im Hof hinter einem fünfgeschossigen Wohngebäude und ist daher von der Straße aus nicht sichtbar. Die Mauerwerksbauten sind mit Klinkern verblendet. Die Gestaltung der Fassade des Vorderhauses weist auf eine Kirche hin. Beidseitig der Durchfahrt erstrecken sich Erker über drei Obergeschosse. In ihrem Bereich wachsen aus dem Satteldach je ein Spitzhelm hervor. Das U-förmige Hofgebäude mit zwei zum Vorderhaus gerichteten Seitenflügeln hat in den beiden ersten Geschossen des Quertraktes Wohnungen. Darüber befindet sich das mit einem Kreuzdach bedeckte Kirchenschiff mit vier Jochen, durch vier große Fenster zum Abenteuerspielplatz des Heinrich-Zille-Parks an der Bergstraße hervorgehoben, dagegen nur durch zwei zum Hof, da sich im Bereich der seitlichen Joche die Quertrakte befinden. Die Orgel wurde 1888 erbaut und 1938 von Orgelbauer Ernst Teichert erweitert und umgebaut.